# Right Now
Right Now — второй сингл и первый трек с альбома Take a Look in the Mirror американской рок-группы Korn, выпущенный 7 октября 2003 года. Песня также была включена в альбом-сборник хитов группы Greatest Hits Vol. 1.
По словам Джонатана Дэвиса, в песне говорится о человеке, который ненавидит мир и всё что его окружает.

## Видеоклип
Работу над первым видеоклипом на песню вела студия Spike & Mike's Animation, известная благодаря своему мультсериалу Lloyd's Lunchbox, по которому и был снят клип. Персонаж данного мультсериала — Ллойд — является главным действующим лицом клипе. В нём показано, как тот совершает над собой различные нелепые поступки, которые приносят тому вред. Для клипа характерно обилие чёрного юмора.
В сети Korn официально объявили о конкурсе, в котором фанаты могли предложить свою собственную версию клипа на песню. Победителем данного конкурса стал Junoon, создавший 3D-версию клипа, в котором время от времени показан Джонатан Дэвис, исполняющий песню. Данный клип официально не транслировался по телевидению.
В лимитированную версию альбома Take a Look in the Mirror также был включён другой клип, режиссёром которого стал Натан Кокс.
Несмотря на то, что все клипы являются официальными, на YouTube-канал Korn была выложена только первая версия.

## Саундтрек
Песня «Right Now» прозвучала в видеоиграх MechAssault 2: Lone Wolf и Fight Club, а также в фильме Одиночка.

## Чарты
| Чарт (2003)                           | Позиция |
| ------------------------------------- | ------- |
| US Bubbling Under Hot 100 (Billboard) | 19      |
| US Modern Rock Tracks (Billboard)     | 13      |
| US Mainstream Rock Tracks (Billboard) | 11      |